# Karl Bardili

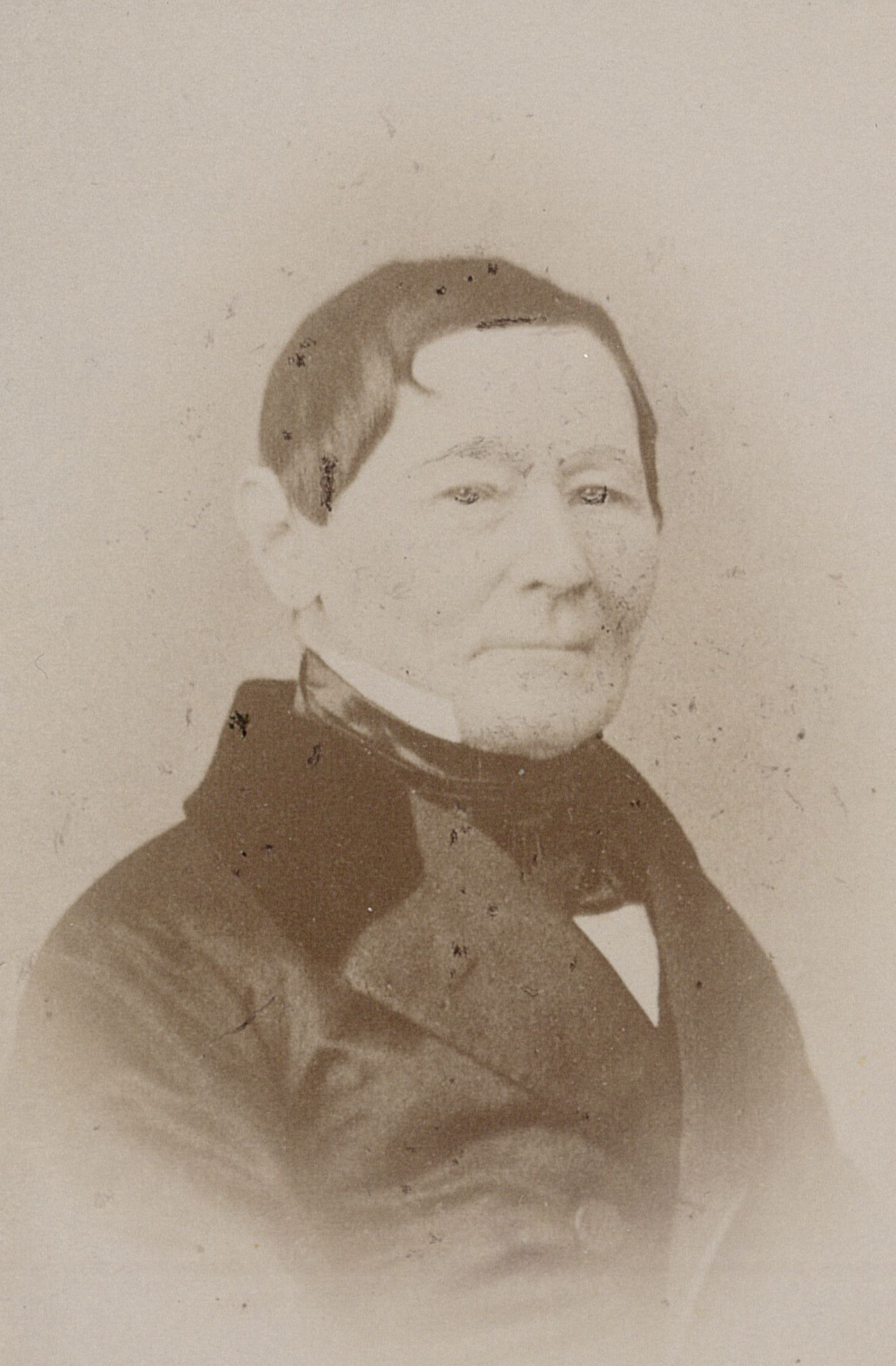
Karl Bardili

Karl Bardili (* 2. November 1782; † 11. Januar 1859) war ein württembergischer Landtagsabgeordneter. 

## Leben
Bardili war Finanzrat in Ludwigsburg. Von 1833 bis 1839 saß er für das Amt Ludwigsburg im württembergischen Landtag. Im Juni 1838 wurde er Direktor der Finanzkammer in Ulm. 